# Mediha Salkić
Mediha Salkić (* 22. Februar 1999) ist eine bosnische Leichtathletin, die im Kugelstoßen sowie im Diskuswurf an den Start geht.

## Sportliche Laufbahn
Erste internationale Erfahrungen sammelte Mediha Salkić beim Europäischen Olympischen Jugendfestival (EYOF) 2015 in Tiflis, bei dem sie im Diskuswurf mit einer Weite von 44,20 m den fünften Platz belegte und mit im Kugelstoßen mit 13,29 m in der Qualifikation ausschied. Im Jahr darauf belegte sie dann bei den erstmals ausgetragenen Jugendeuropameisterschaften ebendort mit 45,56 m den sechsten Platz im Diskuswurf und 2017 wurde sie bei den Balkan-Meisterschaften in Novi Pazar mit 14,19 m und 48,16 m jeweils Vierte im Kugelstoßen und im Diskuswurf. Anschließend schied sie in beiden Disziplinen mit 12,78 m und 47,45 m in der Qualifikation der U20-Euroapameisterschaften in Grosseto aus. Im Jahr darauf verpasste sie bei den U20-Weltmeisterschaften in Tampere mit 46,69 m den Finaleinzug im Diskuswurf, anschließend belegte sie aber bei den Balkan-Meisterschaften in Stara Sagora mit 14,06 m den vierten Platz im Kugelstoßen und erreichte mit dem Diskus mit 48,88 m Rang fünf. 2019 kam sie bei den U23-Europameisterschaften im schwedischen Gävle mit 48,88 m nicht über die Vorrunde im Diskusbewerb hinaus und anschließend klassierte sie sich bei den Balkan-Meisterschaften in Prawez mit 45,74 m auf dem sechsten Platz und wurde im Kugelstoßen mit einer Weite von 14,24 m Achte. 2020 belegte sie bei den Balkan-Hallenmeisterschaften in Istanbul mit 14,77 m den vierten Platz und auch bei den Balkan-Hallenmeisterschaften 2021 ebendort wurde sie mit neuem Hallenrekord von 14,79 m Vierte.
In den Jahren von 2017 bis 2020 wurde Salkić bosnische Meisterin im Kugelstoßen sowie von 2018 bis 2020 auch im Diskuswurf.

## Bestleistungen
- Kugelstoßen: 14,88 m, 23. März 2019 in Sarajevo
  - Kugelstoßen (Halle): 14,79 m, 20. Februar 2021 in Istanbul (bosnischer Rekord)
- Diskuswurf: 49,32 m, 12. Juni 2019 in Zenica